# Nicolaus von Amsdorf
Nicolaus von Amsdorf, né le 3 décembre 1483 à Torgau et mort à Eisenach le 14 mai 1565, est un théologien et un réformateur protestant allemand.
Il fait ses études à Leipzig et Wittenberg, devient professeur de théologie en 1511. Influencé par Luther, il abandonne la scholastique pour la doctrine augustéenne de la grâce.
Luthérien actif, il est fait évêque de Naumburg-Zeitz le 20 janvier 1542 par le prince-électeur de Saxe.